# Hister ambulator
Hister ambulator är en skalbaggsart som beskrevs av Thayer in Johnson et al. 1991. Hister ambulator ingår i släktet Hister och familjen stumpbaggar. Inga underarter finns listade i Catalogue of Life.